# Kannabateomys amblyonyx
Kannabateomys amblyonyx es una especie de roedor de la familia Echimyidae.

## Distribución geográfica
Se encuentra en Argentina, Brasil y Paraguay.